# Тритсу
Тритсу — название одного из арийских племён, упоминаемое в 7-й мандале «Риг-веды» (в гимнах 18, 33 и 83). Под предводительством своего царя Судаса и с помощью Индры, тритсу одержали победу над союзными войсками десяти царей в Битве десяти царей. Согласно Т. Я. Елизаренковой, племена десяти царей, по-видимому, были неарийскими, поскольку в VII, 83, 7 они названы аяджьявах — «не приносящие жертв».
Также описывается, что в ведийские времена с племенем тритсу враждовало племя бхаратов. Бхараты одержали верх над тритсу и завладели их землями на реке Ямуне. После этого столицей бхаратов стал город Хастинапура, располагавшийся на месте современного Дели. После смены семи поколений правитель бхаратов женился на девушке из племени тритсу. От этого брака родился сын Куру, ставший основателем Солнечно-Лунной династии, которая позднее разделилась на роды Кауравов и Пандавов. О распре между этими двумя родами повествует «Махабхарата».